# Barrington Spence
Barrington Spence est un chanteur jamaïcain de reggae ayant connu une certaine notoriété dans l'île dans les années 1970.

## Discographie
- 1976 - Speak Softly
- 1976 - Tears On My Pillow
- 1982 - Star In The Ghetto